# 弗克拉河畔诺伊基兴
弗克拉河畔诺伊基兴是奥地利上奥地利州弗克拉布鲁克县的一个市镇。总面积24平方公里，总人口2476人，人口密度103.2人/平方公里（2005年）。